# Pilophorus longisetosus
Pilophorus longisetosus är en insektsart som beskrevs av Knight 1968. Pilophorus longisetosus ingår i släktet Pilophorus och familjen ängsskinnbaggar. Inga underarter finns listade i Catalogue of Life.